# Сінті (Фукусіма)

37°52′34″ пн. ш. 140°55′10″ сх. д. / 37.87611° пн. ш. 140.91944° сх. д.
Сі́нті (яп. 新地町, しんちまち, МФА: [ɕint͡ɕi mat͡ɕi̥]) — містечко в Японії, в повіті Сома префектури Фукусіма. Станом на 1 жовтня 2008 площа містечка становила 46,35 км². Станом на 1 січня 2009 населення містечка становило 8358 осіб.